# Шабрињак
Шабрињак (фр. Chabrignac) насеље је и општина у централној Француској у региону Лимузен, у департману Корез која припада префектури Бриве ла Гајар.
По подацима из 2011. године у општини је живело 571 становника, а густина насељености је износила 51,72 становника/km². Општина се простире на површини од 11,04 km². Налази се на средњој надморској висини од 282 метара (максималној 382 m, а минималној 136 m).

## Демографија
| 1962. | 1968.  | 1975.  | 1982.  | 1990.  | 1999.  | 2011. |
| ----- | ------ | ------ | ------ | ------ | ------ | ----- |
| 0     | 19 350 | 19 350 | 19 350 | 19 350 | 19 350 | 571   |

График промене броја становника у току последњих година